# Веномус
«Веномус» (англ. Venomous) — одиннадцатый эпизод первого сезона американского мультсериала «Великий Человек-паук».

## Сюжет
Веном возвращается и жестоко избивает Батрока Прыгуна. В этом обвиняют Человека-паука. В школе Питер пытается поговорить с Гарри о его зависимости, но тот врёт, что покончил с Веномом. Паук следит за другом, и дома Гарри пытается рассказать отцу о своей проблеме, но Норман игнорирует сына. Гарри злится, что отец всегда так поступает и превращается в Венома. Норман поражается увиденному. Прибывает Человек-паук, чтобы защитить Нормана, однако тот не уверен, что нуждается в этом. Он хвалит сына, но Гарри выбрасывает его из окна и уходит. Паук спасает Нормана, но после этого Озборн ведёт себя как-то странно, что настораживает Питера.
Фьюри сообщает команде Паука об угрозе Венома, и они хотят покончить с ним. Питер защищает друга, и они выясняют, что Паркер знает его личность. За сокрытие информации Ник отстраняет его от дела. Однако Человек-паук не повинуется приказу. Норман поджидает Венома в лаборатории, а Паук находится неподалёку. До этого он также наплёл сети в школе, чтобы его друзья не смогли настигнуть их. Когда Веном приходит к Норману, Паук узнаёт, что отец знает о личности Гарри. Норман снова пытается поговорить с сыном, но тот не слушает и атакует. Довольно быстро прибывает команда Паука, и Питер не позволяет им навредить Веному. Однако Белой Тигрице удаётся взять образец симбионта. Затем Гарри скрывается, а Норман прогоняет героев из лаборатории, не довольствуясь их вмешательством.
Ночью в школе друзья выпытывают у Питера про личность Венома, и он признаётся. Им звонит Фьюри, не понимая, что они делают там так поздно, но команда не сдаёт Гарри. Используя образец, Паук решает приготовить Анти-Веном, а Белая Тигрица, Нова, Железный кулак и Неуязвимый ищут Гарри. Он сам приходит в школу за Человеком-пауком, и команда тянет время, пока Паук химичит в лаборатории. Когда Паркер заканчивает приготовление, он идёт к Веному. Происходит битва. В Гарри попадает молния, и Питер, пользуясь моментом, вкалывает ему Анти-Веном. Симбионт покидает Озборна. На следующий день Норман навещает сына в больнице, а когда появляется Паук, то снова гонит его. Он берёт образец крови Гарри и относит его Октавиусу. Норман спрашивает, знал ли учёный о Гарри внутри Веном, но тот врёт, что не был в курсе. Когда Паук является на тренировку с командой, он разговаривает о доверии, а потом готовится к нападению ботов, которых на него натравливают друзья.

## Отзывы
Дэвид Симс из The A.V. Club поставил серии оценку «C+» и написал, что эпизод «не сильно отличался от „Снова в чёрном“, который был чуть ранее, хотя больше внимания было уделено Паучку и его команде». Рецензент отметил, что Норман, узнавший о том, что его сын — Веном, «был скорее взволнован, чем испуган (типичная реакция для одного из худших отцов в мире комиксов)». Критик посчитал, что «нежелание Паучка раскрыть личность Венома имело некоторый смысл, но не совсем».